# Lal Bihari
Lal Bihari (ali Lal Bihari Mritak), indijski politik, * 1961, Utar Pradeš, Indija.
Bihari, sicer kmetovalec, je bil med letoma 1976 in 1994 uradno proglašen za mrtvega. Ko je zaprosil za kredit na banki, je ugotovil, da je uradno »mrtev«, saj ga je njegov stric uspel registrirati za mrtvega in se na ta način dokopal do lastništva njegove zemlje.
Da je indijskim birokratom dokazal da je živ, je potreboval 18 let. Bihari je kmalu odkril še vsaj 100 drugih v podobni situaciji - razglašenih za mrtve. Ustanovil je gibanje Mritak Sangh oz. »Zvezo mrtvih«. On in mnogo drugih članov je v nevarnosti, da jih ubijejo tisti, ki so se polastili njihovega premoženja. Danes ima zveza čez 20.000 članov po vsej Indiji. Do 2004 so uspeli razglasiti štiri od njih za žive.
Leta 2004 se je potegoval za mesto v občinskem svetu v kraju Lalganj.